# Dvajset tisoč milj pod morjem
Dvajset tisoč milj pod morjem (izvirno francosko Vingt mille lieues sous les mers) je znanstvenofantastični roman Julesa Verna iz leta 1870, ki sodi med klasike svojega žanra.

## Vsebina
Zgodba se je začela okoli leta 1866, ko se je na morju prvič pojavil neznan velik in vretenast predmet, ki se je včasih svetlikal in je bil neprimerno večji in veliko hitrejši od kita. Na lepem je slednji dal kar največ odpraviti trgovcem, lastnikom ladij, kapitanom in najemnikom po Evropi in Ameriki, ki so ga opažali vedno pogosteje.
Sčasoma se je vedno več ladij potapljalo zaradi ogromne luknje v trupu, ki jo je ob trku napravila ost neznanega predmeta. Znanstveniki so postavljali vedno nove hipoteze o tej čudni stvari. Pariški profesor Pierre Arronax, ena glavnih oseb romana, je menil, da je neznani predmet v resnici velik kit enorog s tako močnim rogom, da z njim lahko prebije trup ladje. Združene države Amerike so takoj nato sklenile, da bodo nad dozdevnega kita poslale oboroženo fregato, opremljeno s strahotnimi pripravami za ribolov. Na ladjo so povabili tudi omenjenega gospoda Aronnaxa, svetovno znanega zoologa, specializiranega za morske organizme. Aronnax je povabilo sprejel in se skupaj s svojim služabnikom Conseilom vkrcal na fregato. Nanjo so povabili tudi Neda Landa, izvrstnega kanadskega harpunarja. Po dolgi vožnji prek Tihega oceana so slednjič le naleteli na »enoroga« in ga poskušali raniti s harpunami in kroglami, vendar so se vse le odbile od njegovega telesa. Enorog je nato prešel v protinapad in se s polno močjo zaletel v ladjo. Zaradi sunka so Aronnax, Conseil in Ned Land padli v vodo. Nihče od posadke tega ni opazil, zato je poškodovana fregata odplula naprej. 
Aronnax kmalu ni mogel več plavati, tako da mu je moral pomagati Conseil. Ko je tudi njemu zmanjkalo moči, so se znašli na površju njihovega enoroga. Z začudenjem so ugotovili, da je iz železa. Na krov je nato prišla posadka in jih odpeljala v notranjost, kjer so se srečali s sprva nezaupljivim kapitanom Nemom (latinsko Nihče). S časom jim je razkrival vedno več podatkov o svoji podmornici, imenovani Nautilus in o sebi. Kapitan Nemo se je odpovedal človeški družbi in ni želel imeti nikakršnega stika z zunanjim svetom več. Sovražil je svet, zato se je umaknil v neobljudene morske globine. Skupaj s svojo posadko je plul skozi morja in raziskoval skrivnosti tega elementa. Svojim »ujetnikom« je dovolil prosto gibanje po podmornici, vendar jih ni želel izpustiti domov, saj bi tako lahko nekdo izvedel o njegovem obstoju. Trem prijateljem ni torej preostalo nič drugega, kot da ostanejo v podmornici.
Trije prijatelji so med potovanjem videli čudesa, ki jih poprej ni še nihče drug. Skupaj s kapitanom Nemom so odkrivali zaklade potopljenih ladij, katere so naložili v podmornico, in se odpravili na podvodni lov. Potovali so prek vseh morjij. V Torresovem prelivu je Nautilus nasedel in Nemo je trem prijateljem dovolil za kratek čas oditi na kopno. Seveda so poskušali pobegniti, vendar so se zavedeli, da se nahajajo v divjini, daleč proč od naslednjega mesta, za povrhu pa so srečali še ljudožerce. Prisiljeni so se bili torej vrniti nazaj k podmornici. Nato je podmornica odplula naprej do Indijskega oceana, kjer je Nemo trem prijateljem pokazal velikansko ostrigo z ogromnim biserom, vrednim prek desetih milijonov dolarjev. Pri tem je kapitana Nema napadel morski pes, ki ga je Ned Land premagal in s tem kapitanu rešil življenje. Odpluli so naprej v Rdeče morje in nato skozi Arabski predor v Sredozemsko morje. Prijatelji so v teh krajih v bližini evropske celine zopet poskušali zbežati, vendar neuspešno. Ko so zapluli v Atlantski ocean, jim je Nemo pokazal potopljeno Atlantido. Nato je imel Nemo samo še en cilj: pripluti do še neosvojenega Južnega tečaja pod večnim ledom. Cilj jim je uspelo doseči, vendar jim je ob poskusu povratka led zaprl vse poti, da so ostali ujeti pod njim. Počasi jim je zmanjkovalo zraka in vsi so bili prepričani, da bodo na tem kraju umrli, vendar se jim je posrečilo predreti led in priti na površje. Odpluli so naprej, domotožje med trojico pa je postajalo vedno večje, zato so se v bližini Norveške znova odločili za pobeg, pri tem pa pozabili na Maelstrom, ogromni vrtinec, iz katerega se ni izvlekla še nobena ladja. Kljub temu se je njihov pobeg z majhnim čolničkom končal srečno, čeprav se je gospod Aronnax med njim udaril v glavo in izgubil zavest. Ko se je prebudil, se je znašel na kopnem skupaj s svojimi prijatelji.